# 優駿スタリオンステーション
有限会社優駿スタリオンステーション（ゆうしゅんスタリオンステーション）とは、北海道新冠郡新冠町朝日で種牡馬を繋養している牧場である。

## おもな繋養馬

### 2025年度
出典:
太字は2025年新種牡馬
- アジアエクスプレス（2017年 - ）
- アルクトス（2023年 - ）
- アルバート（2021年 - ）
- インティ（2023年 - ）
- インディチャンプ（2022年 - ）
- ウエストオーバー（2024年 - ）
- ヴェラアズール（2024年 - ）
- エスポワールシチー（2014年 - ）
- オナーコード（2024年 - ）
- カレンブラックヒル（2016年 - ）
- キタサンミカヅキ（2020年 - ）
- ゴールドアクター（2019年 - ）
- サトノジェネシス（2022年 - ）
- サングレーザー（2021年 - ）
- ジュンライトボルト（2024年 - ）
- シルバーステート（2018年 - ）
- セリフォス（2025年 - ）
- チュウワウィザード（2023年 - ）
- ニシケンモノノフ（2019年 - ）
- ニューイヤーズデイ（2025年 - 社台SSより移動）
- ベストウォーリア（2019年 - ）
- ヘニーヒューズ（2014年 - ）
- ホッコータルマエ（2017年 - 2018年、2021年 - 2022年、2025年 - ）※2年おきにイーストスタッドとシャトル運用
- ミスターメロディ（2021年 - ）
- ミッキーアイル（2024年 - 社台SSより移動）
- ミッキーロケット（2019年 - ）
- モーニン（2020年 - ）
- リアルインパクト（2021年 - 社台SSより移動）
- リオンリオン（2022年 - ）
- ワールドプレミア（2022年 - ）

### 過去の繋養馬
出典:
- ゴライタス（1989年 - ）
- ナスルエルアラブ（1990年 - ）[3]
- スマコバクリーク（1990年 - ）[3]
- オグリキャップ（1991年 - 2010年、2007年種牡馬引退）
- トロメオ（1991年 - ）
- オースミシャダイ（1994年 - ）
- コマンダーインチーフ（1994年 - 2007年、死亡）
- ドラムタップス（1994年 - ）
- パレスミュージック（1996年 - ）
- ロイヤルアカデミーⅡ（1996年 - ）
- テンビー（1997年 - ）
- サンシャック（1998年 - ）
- ホークスター（1998年 - ）
- マヤノトップガン（1998年 - ）[4]
- ライブリマウント（1998年 - ）
- ミシエロ（1999年 - ）
- オース（2000年 - ）
- トレジャーアイランド（2000年 - ）
- キングヘイロー（2001年 - 2019年）
- パントレセレブル（2001年、リース種牡馬）
- シーロ（2002年 - ）
- ニューイングランド（2002年 - ）
- マーベラスサンデー（2003年 - 2012年、2014年）
- グランデラ（2004年 - 2009年）
- ムーンバラッド（2004年 - 2009年）
- アントレプレナー（2004年 - ）
- シルクジャスティス（2004年 - ）
- スエヒロコマンダー（2004年 - ）
- レギュラーメンバー（2004年 - 2008年、山内牧場に移動）
- アサカホマレ（2005年 - ）
- カネツフルーヴ（2005年 - 2010年）
- スターリングローズ（2005年 - ）
- ダージー（2005年 - 2009年）
- ノーリーズン（2005年 - 2009年、ノースヒルズマネジメントに移動）
- ウインラディウス（2006年 - 2010年）
- チアズブライトリー（2006年 - 2009年、大作ステーブルに移動）
- ハギノハイグレイド（2006年 - 2013年）
- ミツアキサイレンス（2007年 - 2008年）
- オンファイア（社台SSより、2008年 - 2014年）
- クーリンガー（2008年 - 2013年）
- サムライハート（2008年 - 2016年）
- シーキングザダイヤ（2008年、アメリカに輸出）
- ソングオブウインド（社台SSより、2008年 - 2014年）
- ファスリエフ（愛・クールモアスタッドより、2008年 - 2013年）
- フィガロ（2008年 - 2009年）
- ナイキアディライト（2009年 - 2010年）
- パーソナルラッシュ（2009年 - 2011年）
- ボーナスフィーバー（2009年）
- キョウワスプレンダ（2010年 - 2011年）
- シルクフェイマス（2010年）
- テラノフォースワン（2010年 - 2012年）
- アドマイヤオーラ（2011年 - 2015年、死亡）
- カネヒキリ（2011年 - 2016年、死亡）
- ピサノデイラニ（2011年）
- ローレルゲレイロ（2011年 - 2017年、2019年 - 2022年）
- ベーカバド（2012年 - 2020年、白馬牧場に移動）
- ジョーカプチーノ（2013年 - 2015年、ビッグレッドファームに移動）
- アドマイヤジャパン（2014年 - 2015年、前川義則牧場に移動）
- スマートロビン（2014年 - 2015年、トルコに輸出）[5]
- フサイチセブン（2014年 -  2023年、ヴェルサイユリゾートファームに移動）
- ロジユニヴァース（2014年 - 2023年、ヴェルサイユリゾートファームに移動）
- カフェラピード（2015年 - 2018年、太平洋ナショナルスタッドに移動）
- ザサンデーフサイチ（2015年 - 2021年）
- サダムパテック（2015年、韓国へ輸出）
- サンカルロ（2015年 - 2018年）
- サウンドボルケーノ（2016年 - 2021年）
- タイセイレジェンド（2016年 - 2024年）
- トゥザワールド（2016年 - 2023年）
- トビーズコーナー（日高SSより移動、2016年 - 2022年）
- ノーザンリバー（2016年 - 2020年、東北牧場に移動）
- プリサイスエンド（日高SSより移動、2016年 - 2019年）
- アロマカフェ（2017年 - 2019年、死亡）[6]
- バンデ（2017年 - 2019年、フランスに輸出）
- ヘニーハウンド（2017年 - 2020年、東北牧場に移動）
- サウンドスカイ（2019年 - 2024年、ヴェルサイユリゾートファームに移動）
- レインボーライン（2019年 - 2022年）
- アレスバローズ（2020年、熊本・本田土寿牧場に移動）
- ミッキースワロー（2021年 - 2023年）
- ケイティブレイブ（2023年 - 2024年、ヴェルサイユリゾートファームに移動）
- ミナラ[3]
- リアリスト[3]
- タピザー（2021年より繋養予定だったが、アメリカから来日する直前の2020年12月に厩舎内の事故で安楽死[7][8]）

## 関連施設
- 優駿記念館 - 旧ナリタブライアン記念館